# Schlacht bei Roosebeke
In der Schlacht bei Roosebeke (heute Westrozebeke) schlugen am 27. November 1382 Franzosen flandrische Zünfte.

## Vorgeschichte
Die Lage im Flandern des 14. Jahrhunderts war explosiv. Die flämischen Adligen unterstützten den französischen König, während die flämischen Bürgerlichen (wegen des schwungvollen Woll- und Textilhandels mit England) den englischen König unterstützten. Bereits im Jahr 1302 hatten Flamen die Franzosen besiegt, diesen war es aber in den Folgejahren geglückt, wieder an Einfluss zu gewinnen. 1337 versuchte Frankreich, die englischen Händler aus Flandern hinauswerfen zu lassen. Daraufhin erhoben sich die flämischen Händler zuerst in der Stadt Gent unter Führung von Jakob van Artevelde. Trotz Anfangserfolgen scheiterte diese Revolte und Jakob van Artevelde wurde schließlich 1345 ermordet. Der Graf von Flandern Louis van Maele schaffte es in der Folgezeit lange, ein fragiles Gleichgewicht zwischen beiden Gegnern aufrechtzuerhalten. Schließlich brach im Jahr 1381 aber eine neue Revolte los. Zu diesem Zeitpunkt herrschte in Flandern eine Hungersnot und außerdem hatte die Pest gewütet. Wieder erhob sich zuerst die Stadt Gent, diesmal unter der Führung von Philipp van Artevelde, dem Sohn Jakobs. Der Graf wollte die Rebellion mit Hilfe der Stadt Brügge und flämischer Adliger schnell niederwerfen, wurde aber entscheidend besiegt, konnte nur mit knapper Not dem Tod entkommen und nach Frankreich fliehen. Kurz darauf fiel auch Brügge und damit die Kontrolle über ganz Flandern in Artveldes Hand.
Da Artevelde ein Bündnis mit England schloss und der englische König Richard II. ihm militärische Unterstützung zusagte, entschloss sich der französische König Karl VI. zu handeln. Das englische Expeditionsheer musste erst aufgestellt werden, während das französische bereits einsatzbereit war. Außerdem war es in Frankreich, ermutigt durch den flämischen Erfolg, ebenfalls zu einzelnen Revolten gekommen, so dass der französische König im Falle einer Niederlage um seine Macht fürchten musste. Unterstützt wurde er von dem Herzog Philip von Burgund, der die einzige Nachkommin des flandrischen Grafen geheiratet hatte und somit der zukünftige Alleinerbe der Grafschaft sein würde.
Die Vorbereitungen zogen sich bis ins Jahr 1382 hin und der Konflikt bekam auch eine religiöse Note dadurch, dass Frankreich und Burgund den Gegenpapst in Avignon unterstützten, während die Flamen und die Engländer auf Seiten des (regulären) römischen Papstes Urban VI. standen.

## Die Schlacht
Das französische Heer bestand aus ungefähr 12.000 Mann, darunter die besten Ritter Frankreichs unter dem Kommando des Königs persönlich, sowie dessen Adjutanten Olivier V. de Clisson. Schon auf dem Marsch nach Flandern hatte das Heer mit zahlreichen Problemen zu kämpfen. Das Herbstwetter war kalt und es regnete in Strömen. Außerdem verweigerten ihnen die Städte (auch die französischen) ihre Unterstützung. Zum einen sympathisierten viele mit den Flamen, zum anderen hungerten manche Städte selbst.
Zum ersten Kontakt kam es am Fluss Leie beim Dorf Komen (Comines, 68 km südwestlich von Gent). Die Flamen hatten zwar die Brücke zerstört und zusätzlich noch 700 Armbrustschützen dort positioniert, um zu verhindern, dass die Franzosen eine Ersatzbrücke bauen konnten. Es gelang aber einigen Rittern, in Booten den Fluss etwas weiter flussabwärts zu überqueren und die flämischen Armbrustschützen zu vertreiben. Dadurch konnten die Franzosen eine Behelfsbrücke bauen und den Fluss überqueren. Auch wurde dadurch Arteveldes Plan, einen offenen Kampf zu vermeiden und zu warten, bis der Winter und der Hunger den Franzosen zugesetzt hatte, hinfällig.
Am 27. November traf das französische Ritterheer bei Roosebeke (26 km südlich von Gent) auf das flämische Heer. Das flämische Heer bestand aus ungefähr 20.000 Mann, zum Großteil schlecht ausgebildete Milizionäre, aber auch eine erhebliche Anzahl von Armbrustschützen. Am Tag vor der Schlacht war außerdem Clisson als Oberbefehlshaber der Franzosen abgelöst und durch Enguerrand de Coucy ersetzt worden.
Der Plan der Franzosen sah vor, ihr Heer in drei Teile zu spalten. Der erste Teil unter dem Kommando des Königs sollte das Zentrum bilden und die beiden anderen von der Flanke her angreifen.
Die Schlacht begann mit schwerem Armbrustfeuer der Flamen und einem anschließenden Sturm auf das Zentrum der Franzosen. Das französische Zentrum wurde durch die Heftigkeit der Attacke überrascht, erlitt schwere Verluste und war bald einschließlich des Königs von den Flamen umzingelt. Der linke Flügel unter Coucy überraschte die Flamen allerdings mit seinem Flankenangriff und schaffte es dadurch, dass das Zentrum entlastet wurde und die Flamen eingekesselt wurden, in dem diese immer mehr erdrückt und erstickt wurden. Die Leichen der Gefallenen wiesen erstaunlich wenig Blutungen auf.

## Auswirkungen
Philip van Artevelde wurde während der Schlacht getötet und Flandern geplündert. Die Stadt Gent konnte sich zwar behaupten, fiel aber schließlich durch Bestechung an den Herzog von Burgund. Philip von Burgund erhielt so die Herrschaft über ganz Flandern.